# La Anunciación (Maestro de Seo de Urgel)

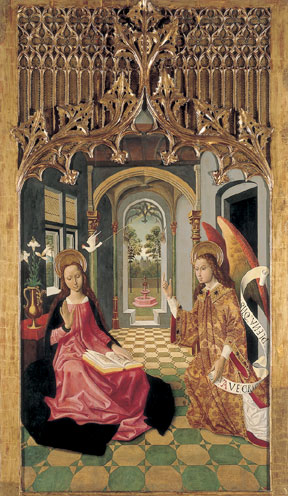
La Anunciación

La Anunciación  es un cuadro del Maestro de la Seo de Urgel, pintado hacia 1490, que actualmente forma parte de la colección permanente del Museo Nacional de Arte de Cataluña.

## Descripción
Representa el tema de la anunciación, que acontece en el interior de una casa. El lirio, símbolo de la pureza de María se encuentra en un jarrón, a la izquierda. El arcángel Gabriel trae el filacterio con las palabras que pronunció y hace el gesto de la elocuencia. Aparece también el palomo blanco, símbolo del Espíritu Santo. 
En esta obra hay un sistema de construcción del espacio pictórico que introduce, por primera vez en Cataluña, unas determinadas convenciones espaciales fundamentadas en la lectura de la invención de Brunelleschi.
La obra probablemente formaba parte del mismo retablo que el sant Jeroni penitent El pintor reconstruye el modelo de la caja espacial para trazar las ortogonales que convergen en un mismo punto de fuga. La incorporación de este recurso metodológico, sin embargo, no se aplica a todo el conjunto de la tabla.